# Macromedia HomeSite
HomeSite ist ein HTML-Editor. Er bietet viele Hilfsfunktionen („Wizards“), um Standard-Aufgaben lösen zu können.
HomeSite wurde 1995 ursprünglich von Nick Bradbury entwickelt und im März 1997 von der Allaire Corp. übernommen. 2001 wurde Allaire wiederum von Macromedia und Macromedia 2006 von Adobe übernommen. Am 26. Mai 2009 gab Adobe bekannt, dass die Entwicklung und der Vertrieb von HomeSite eingestellt wird; als Upgrade-Pfad wird Adobe Dreamweaver empfohlen.
Den Typ eines Dokumentes erkennt HomeSite am <!DOCTYPE>-Eintrag. Ist der Typ einmal erkannt, bietet es die entsprechenden Befehle. Zu den unterstützten Formaten gehören unter anderem XHTML, JavaScript, VBScript, Perl, Active X, ColdFusion, VTML, Java, JSP, WML, ASP, CSS, PHP, SQL, DHTML und mehr.
Er unterstützt ebenfalls Code-Completion und Insight-Tags. Mittels Code-Completion werden zu öffnende Tags automatisch wieder geschlossen. Die Insight-Tags zeigen dem Programmierer die möglichen Attribute eines Tags, die er auswählen kann.
Zur einfachen Bearbeitung von CSS-Dateien ist das Programm TopStyle-Lite mit im Paket enthalten.
Ist nur als englischsprachige Grundversion verfügbar, deutsches Sprachpaket jedoch vorhanden.

## Versionen
- Allaire HomeSite 3.0 (November 1997)
- Allaire HomeSite 4.0 (November 1998)
- Allaire HomeSite 4.5 G (Deutsch, 2000)
- Macromedia HomeSite 5.0 (2001)
- Macromedia HomeSite 5.2 (Januar 2003)
- Macromedia HomeSite 5.5 (September 2003)